# Trieste II (bathyscaphe)
Le Trieste II (DSV-1) était le successeur du Trieste développé par Auguste Piccard, le premier bathyscaphe de l'United States Navy racheté à ses concepteurs suisses en 1958.

## Historique
La conception originale du nouveau Trieste  a été fortement modifiée par le Navy Electronics Laboratory de San Diego, en Californie, et construit au chantier naval de Mare Island et lancé en 1969.
Trieste II a incorporé la sphère originale Terni, construite en Italie, utilisée sur le Trieste. Trieste II a été placé à bord de l'USNS Francis X. McGraw (T-AK241) et expédié, via le canal de Panama, à Boston.
Commandé par le Lt Comdr. John B. Mooney Jr., avec le copilote le lieutenant John H. Howland et le capitaine Frank Andrews, Trieste II a effectué des plongées à proximité du site du sous-marin disparu USS Thresher, commencées par le premier Trieste l'année précédente. Il a pu récupérer des morceaux d'épave, prouvant que c'était bien le sous-marin perdu, en septembre 1964.
Entre septembre 1965 et mai 1966, le Trieste II a de nouveau subi d'importantes modifications et conversions au chantier naval de Mare Island, mais rien n'indique clairement qu'il ait jamais été utilisé dans cette nouvelle configuration, c'est-à-dire l'ajout de dérives ou de stabilisateurs des deux côtés sphère.

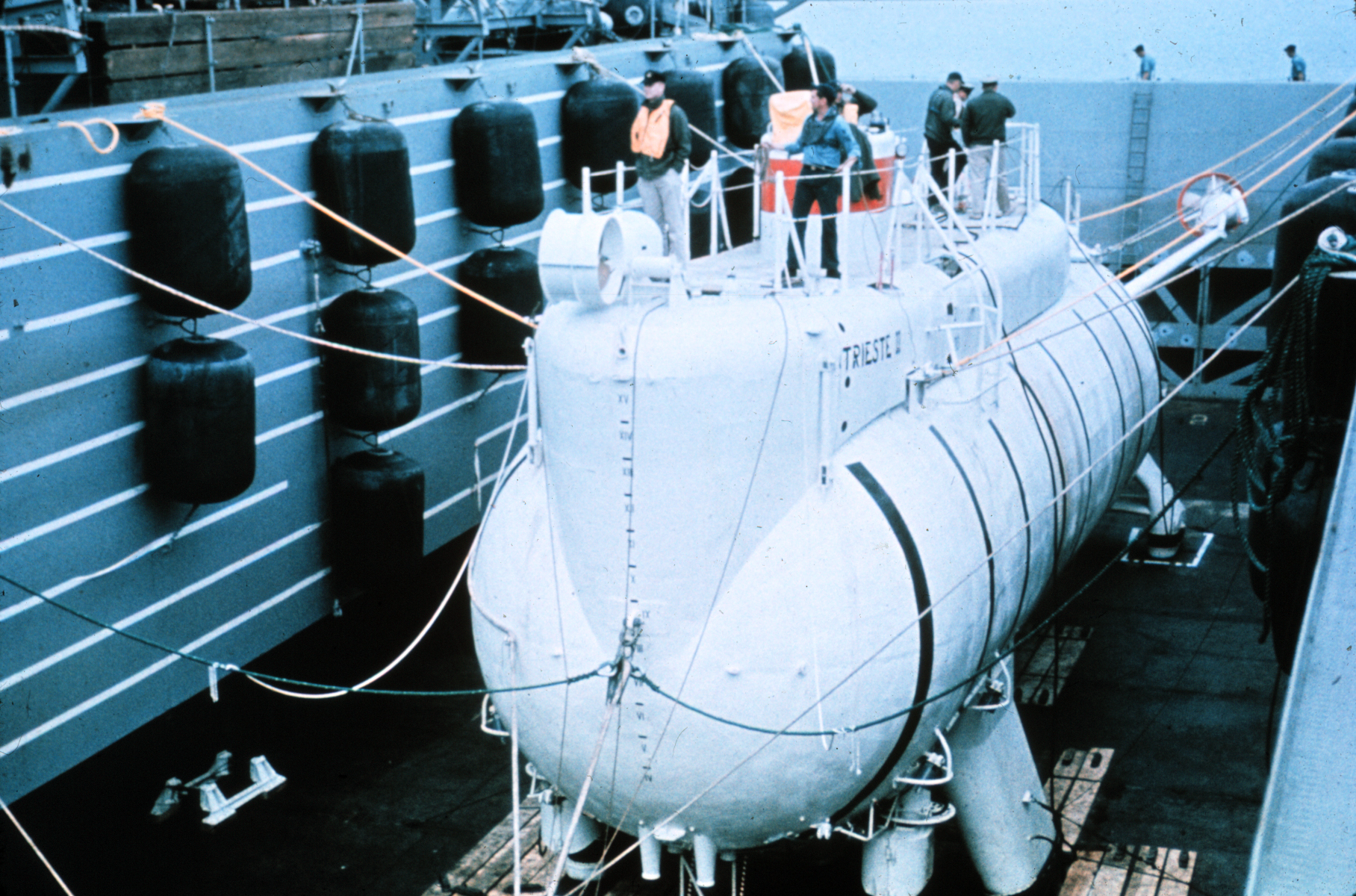
Trieste II dans sa troisième configuration

A la même époque, des travaux étaient en cours sur une troisième configuration du bathyscaphe. Ces travaux ont donné une nouvelle apparence au Trieste II et ont inclus l'installation d'une nouvelle sphère de pression, conçue pour fonctionner jusqu'à 20 000 pieds (6 100 m).
Alors que le bathyscaphe poursuivait ses opérations en tant que véhicule d'essai pour le programme de submersion profonde, il qualifia quatre officiers d'« hydronautes », le début d'une opération océanographique en plein essor. L'expérience précieuse de Trieste II dans les opérations de submersion profonde a aidé à la conception et à la construction d'autres submersibles de plongée profonde qui pourraient être utilisés pour sauver les équipages et récupérer des objets de sous-marins en détresse en dessous des niveaux atteignables par les méthodes conventionnelles.

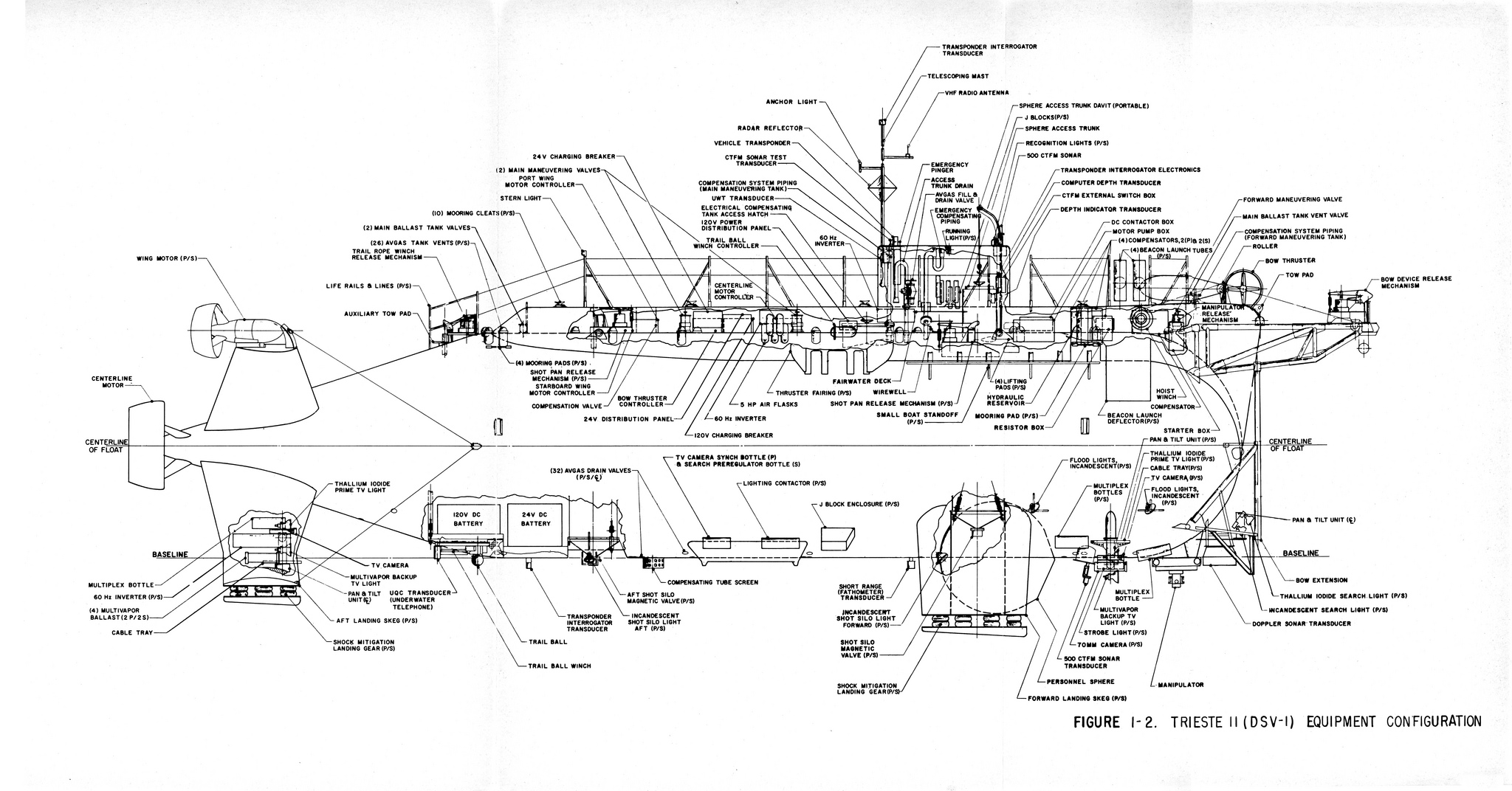
Configuration de l'équipement

Cet engin unique n'a été répertorié que comme "équipement" dans l'inventaire de la Marine jusqu'à l'automne 1969. Le 1er septembre 1969, le Trieste II a été mis en service, avec le numéro de coque X-1. Il a été reclassé comme véhicule de submersion profonde (DSV) le 1er juin 1971.
Le 25 avril 1972, Trieste II a récupéré un élément de satellite espion pesant plusieurs centaines de livres à une profondeur de plus de 16 000 pieds (4 900 m), un record à l'époque. Trieste II (DSV-1) a continué son service actif dans la flotte du Pacifique en 1980.

### Préservation
Le DSV de classe Trieste a été remplacé par le DSV de classe Alvin, comme en témoigne le célèbre Alvin (DSV-2). Les Alvins sont plus opérants, plus maniables, moins fragiles, mais ne peuvent pas non plus plonger aussi profondément, n'atteignant qu'un maximum de 20 000 pieds (pour le Sea Cliff (DSV-4)).
Trieste II est maintenant conservé en tant que navire musée au United States Naval Undersea Museum à Keyport (Washington).

## Galerie

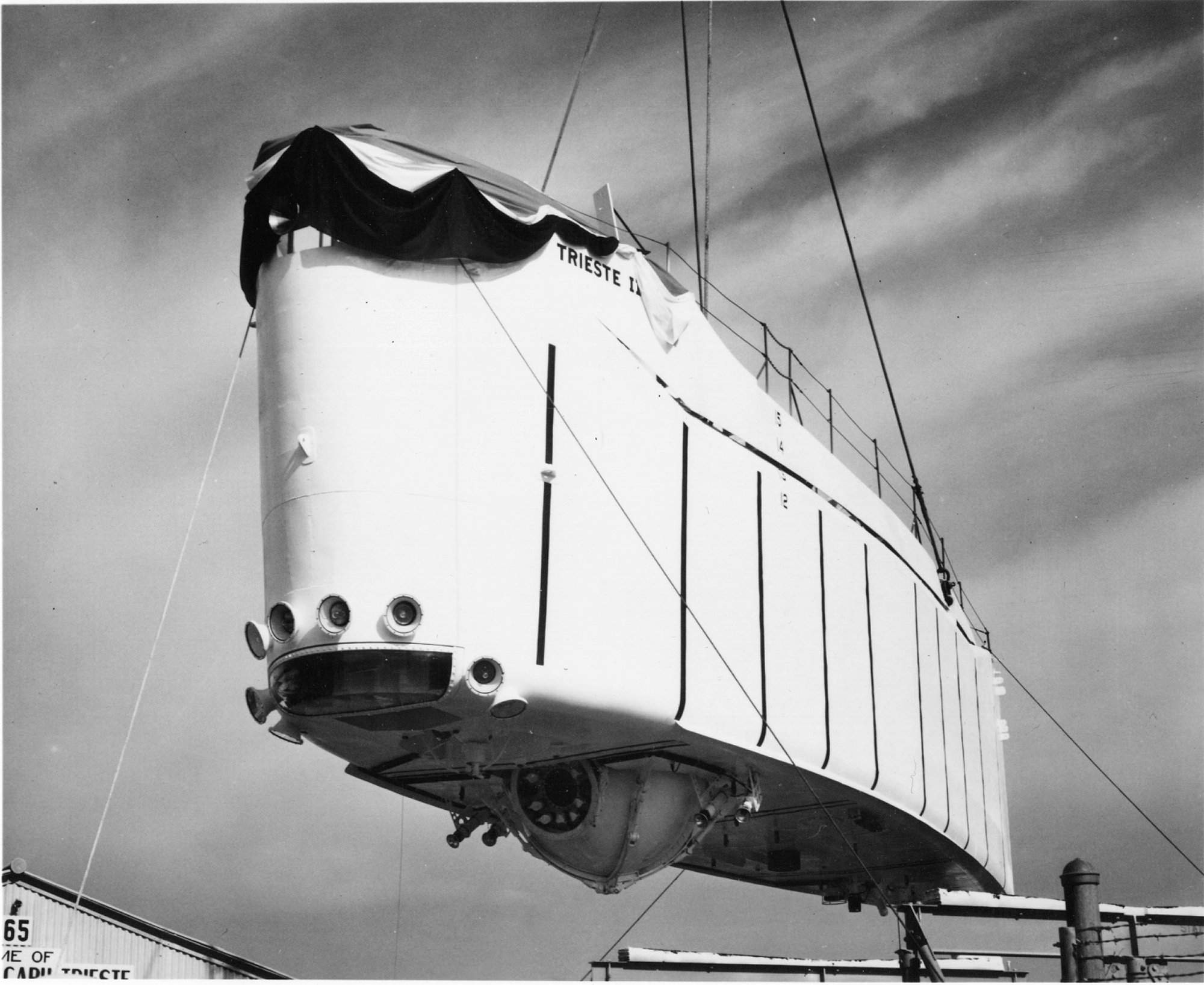
Trieste II en 1963
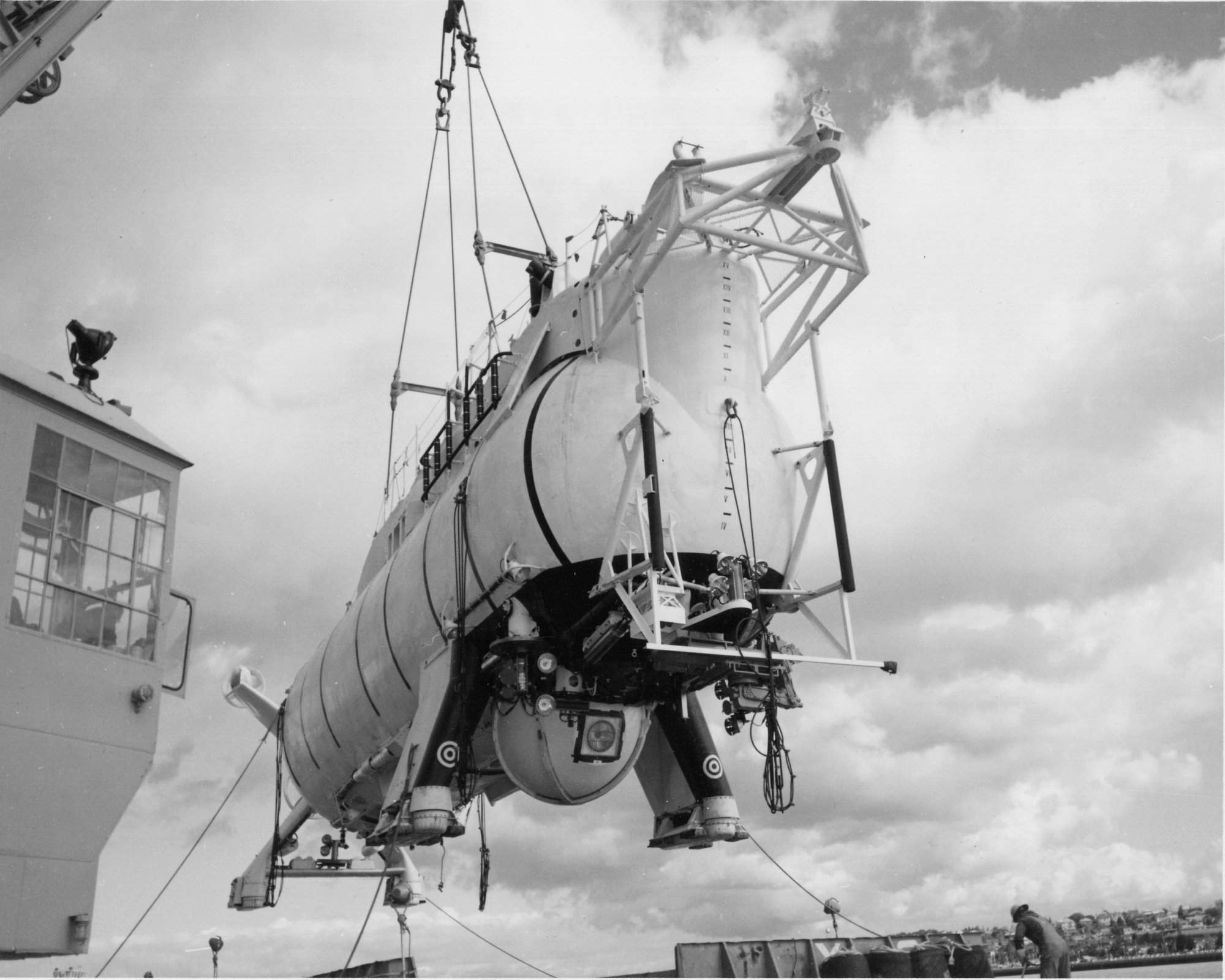
Trieste II en 1975
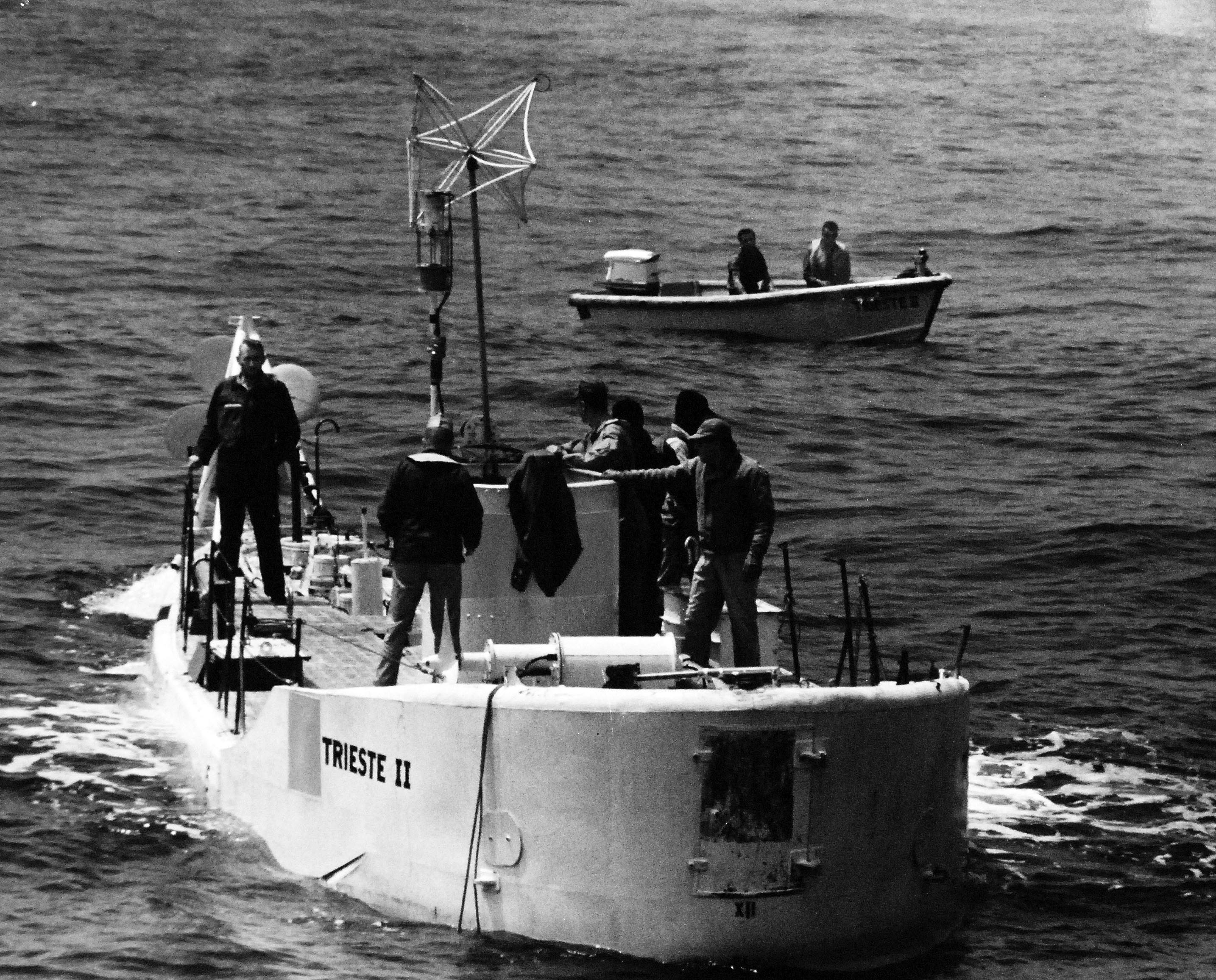
Trieste II en navigation